# Taiaha

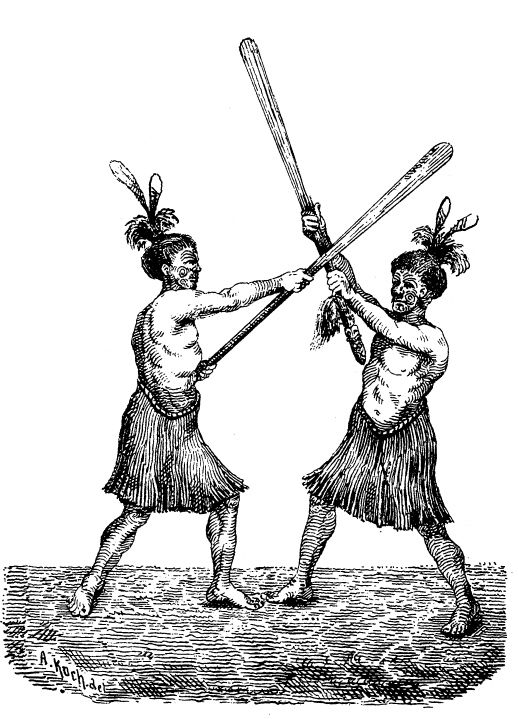
Deux Maoris combattant avec un Taiaha

Le Taiaha (prononcé en maori [ˈtaiaha]) est une arme traditionnelle des Maoris de Nouvelle-Zélande. Il s'agit d'une arme taillée dans un morceau de bois ou parfois un os de baleine utilisé pour les attaques corps à corps. 
Les Taiahas ont généralement 1,5 à 1,8 m de longueur. Ils comportent trois parties principales: 
- Arero (langue), utilisé pour poignarder l'adversaire et parer,
- Upoko (tête), la base à partir de laquelle l'Arero fait saillie,
- Ate (foie), la longue lame plate qui est également utilisée pour esquiver et pour la parade[1]  .

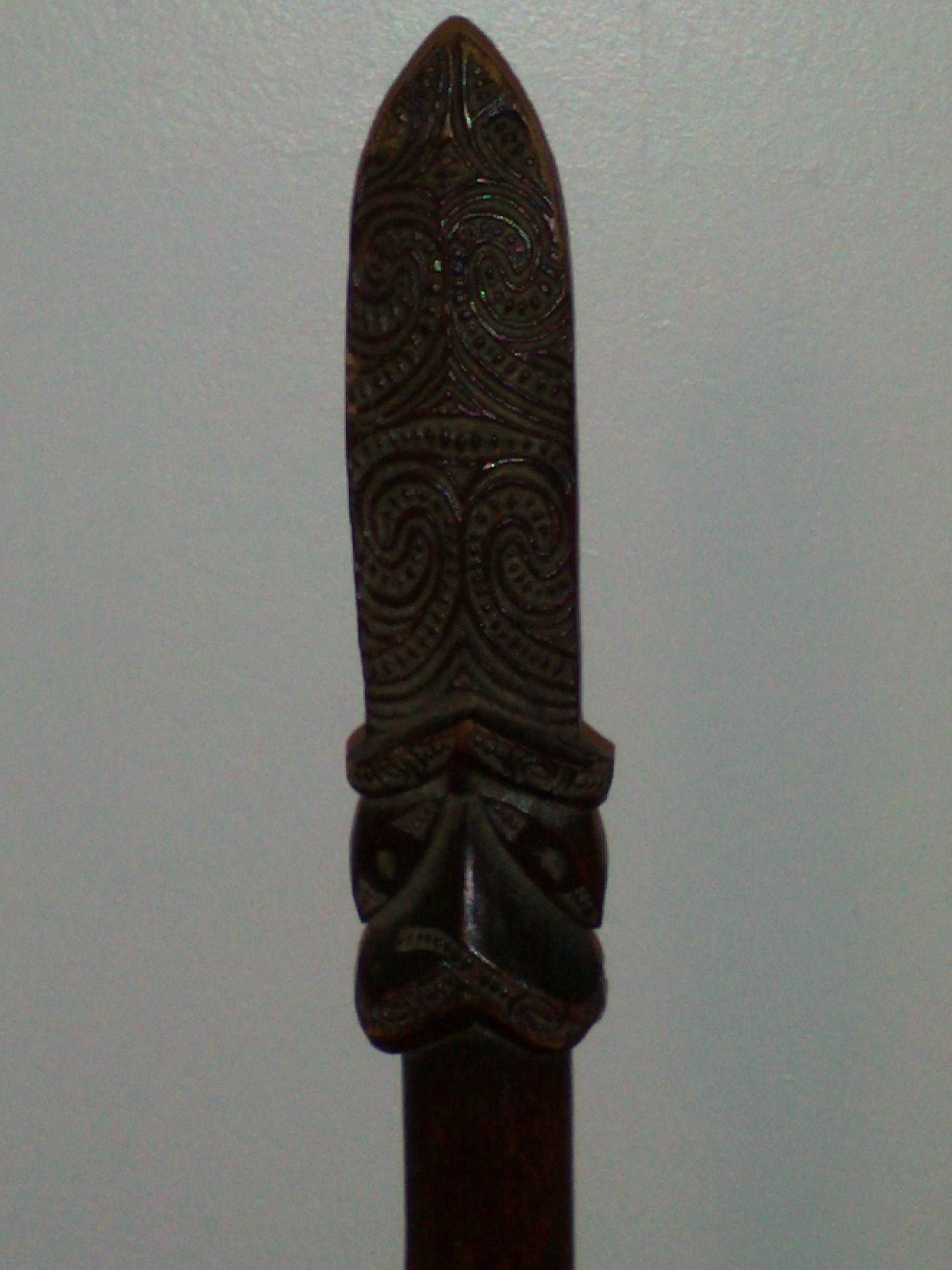
Détail de la "langue" (arero) d'un taiaha